# اشتایر تراکتور
اشتایر تراکتور (انگلیسی: Steyr Tractor) شرکت صنایع سنگین اتریشی است، که در سال ۱۸۶۴ تأسیس شد.